# Kumbo
Kumbo ist eine Stadt in Kamerun in der Region Nord-Ouest. Sie ist Hauptstadt des Départements Bui. 

## Geografie
Kumbo liegt im Nordwesten Kameruns.

## Verkehr
Kumbo liegt an der Nationalstraße N11.

## Bevölkerung
Die Bevölkerungsentwicklung der Stadt:
| Jahr          | Einwohner |
| ------------- | --------- |
| 1976 (Zensus) | 12.533    |
| 1987 (Zensus) | 33.353    |
| 2005 (Zensus) | 80.212    |

## Religion
Kumbo ist Sitz des Bistums Kumbo.

## Kultur
- Die Kathedrale St. Theresa, erbaut in den 1950er Jahren
- Die Mus`Art Gallery zeigt traditionelle afrikanische Kunst der Region